# Virden (Illinois)
Pour les articles homonymes, voir Virden.
Virden est une ville des comtés de Macoupin et Sangamon, en Illinois, aux États-Unis. Elle est incorporée le 21 novembre 1872,.
Le 12 octobre 1898, une fusillade dans contexte de grève générale a lieu, elle est nommée la bataille de Virden.
Lors du recensement de 2010, la ville comptait une population de 3 425 habitants.

## Source de la traduction
- (en) Cet article est partiellement ou en totalité issu de l’article de Wikipédia en anglais intitulé « Virden, Illinois » (voir la liste des auteurs).